# Les Amants terribles (film, 1984)
Pour les articles homonymes, voir Les Amants terribles.
Pour plus de détails, voir Fiche technique et Distribution.
Les Amants terribles est un film français coréalisé par Danièle Dubroux et Stavros Kaplanidis, sorti en 1984 sur les écrans français.

## Synopsis
À la fin de l'été 1984, plusieurs ressortissants français ont choisi un ancien hôtel de passe comme lieu de résidence pour leur séjour à Rome. Ils ne se connaissent pas, se croisent toutefois souvent mais s'ignorent et leur passion amoureuse, passée ou future, sert de fil conducteur au scénario.
Adrien, psychanalyste quadragénaire, apporte son aide à ses clients victimes de déboires conjugaux. Il éprouve cependant les plus grandes difficultés à accepter la rupture de sa relation amoureuse avec Stéphanie, sa jeune maîtresse de 18 ans. Il parcourt la capitale italienne à la recherche de la jeune fille, à l'initiative de la séparation et qui refuse tout contact avec lui, une soif de vengeance chevillée au corps.
Alice, trentenaire excentrique, est venu retrouver Sergio, un latin lover italien dont elle est tombée très amoureuse ; la surprise et la désillusion d'apprendre que cet homme est marié la déstabilisent et elle trouve alors un relatif réconfort dans la consommation d'alcool.
Laure, une autre trentenaire, a tout quitté, Paris, mari et existence bourgeoise pour rejoindre Hans, un beau slave. Le couple, dans le huis clos de leur chambre d'hôtel, vit sans retenue une passion totale et destructrice.

## Fiche technique
- Titre : Les Amants terribles
- Réalisation : Danièle Dubroux et Stavros Kaplanidis
- Scénario : Danièle Dubroux
- Musique : Jorge Arriagada
- Directeur de la photographie : Richard Copans
- Montage : Martine Giordano
- Directeur artistique : Zé Branco
- Technicien du son : Joaquim Pinto
- Production : Paulo Branco • Richard Copans
- Société de production : Les Films du Passage
- Distributeur : Film International
- Pays :  France
- Genre : Comédie dramatique
- Format : Couleur
- Dates de sortie : France : 1984
- Durée: 90 minutes

## Distribution
- Stanko Molnar : Hans
- Jean-Noël Picq : Adrien
- Danièle Dubroux : Laure
- Manuela Gourary : Alice
- Anna Condo : Stéphanie
- Michele Placido : Sergio
- Silvana Fusacchia : Cynthia
- Fabio Ferzetti : Le réceptionniste
- Piero Vida : Patron de la trattoria
- Ibrahim Gueye : Abdou
- Irnerio Seminatore : Le commissaire
- Sylvain Carara : Le carabinier
- Fabio Portelari : Carmine
- Gaetano Bertino : Guido
- Antonio Grandoni : Le vendeur de bijoux
- Daniele Cini : Le campeur
- Cynthia Briggs : Les Arancione
- Livia Scheller : Les Arancione
- Giorgio Milesi : Les Arancione
- Renaud Victor : Le musicien